# 鍛冶屋町 (高松市)
鍛冶屋町（かじやまち）は、香川県高松市中心部の町丁。郵便番号は760-0028。住居表示に関する法律に基づく住居表示は実施されていない。

## 地理
高松市役所より0.2km、高松市中心部の都心に位置し、西は中央通り、南は国道11号高松北バイパス、北は市道三番町築地線によって区切られ、東は丸亀町の裏手にあたる町である。西部の中央通り沿線には四国地方における企業の拠点が集積し域内有数の中心業務地区を形成している。東部は丸亀町グリーンをはじめとした商業地であり、その間の中部には飲食店が密集している。町内において繁華街を東西に貫く市道塩屋町四番町線は、沿道にある雑居ビルの名称からスミス通りと通称される。
2015年国勢調査による人口は55人（男34人/女21人）、世帯数は43世帯、面積は2万4585.475m2、人口密度は2237.1人/km2。公立小学校・中学校の校区は全域が新番丁小学校・紫雲中学校に属している。
町内における都市計画法に基づく用途地域は全域が商業地域で、容積率は中央通りに面した街区及び国道11号高松北バイパス沿いが600%、それ以外が500%である。

## 歴史
町域の大部分は江戸時代から1958年（昭和33年）まで南鍛冶屋町と呼称した。古くからあったとみられる職人町の1つで、職業別集住制に基づいて鍛冶職人が住んだことが町名の由来である。初見は寛永17年（1640年頃）、高松城下絵図に「かちや町」と記載がある。
生駒高俊時代、西嶋八兵衛によって高松城下を流れていた香東川の流路が変更されると、代替の給水源として城下に給水池や井戸が多く設置されたが、そのうち当町南東部の旧北亀井町には亀井戸と呼ばれる井戸兼貯水池が築造された。東西18m、南北36mの貯水池中にある湧水孔が甕形をしていたことから甕井（亀井）霊泉と呼ばれており、松平頼重の時代、正保元年（1644年頃）にはここを含めた7か所を水源とした埋設水道（土管・木樋・竹管を使用）が高松城下に整備され、亀井戸水神社が建立された。その後1891年（明治24年）には水質低下のため貯水池部分が縮小されている。文政5年（1822年頃）、他国産の紙の入津が禁止されるに伴い、御国産紙荷売仲買人が増員された中に当町の京屋茂一郎と宮崎屋茂兵衛がおり、紙の一手取扱権が与えられた。
1890年（明治23年）2月15日にはそれまで城下町各町の集合体であった高松の区域を以って市制を施行して高松市が成立し、南鍛冶屋町はその一部となった。1897年（明治30年）頃には煙草商・売薬商・古道具商・家具製造・翫弄物商など26種34戸の商人・職人が営業し、その中でも特に翫弄物商は当時高松市内5軒中3軒が当町にあった。そのため俗謡に「舟はどんどん通町、甘いからいは塩屋町、子供だましのかじや町」と謡われ、雛祭りの時期は人形市が10日ほど立っていた。
1945年（昭和20年）7月4日未明にはアメリカ軍による無差別絨毯爆撃「高松空襲」を受け、焼失率100%で町内全てが灰燼に帰した。空襲で壊滅的な被害を受けた高松市中心部では大部分で土地区画整理事業（戦災復興土地区画整理事業）が施行され、南鍛冶屋町も全域が第一工区第一次区域として区画整理の対象となった。この区画整理事業の完工となる換地処分公告は1958年（昭和33年）7月10日である。その翌日7月11日の地番整理を以って町域が変わり、南鍛冶屋町は大部分が鍛冶屋町に置き換えられ、北部が紺屋町、南新町に面していた地域が丸亀町及び御坊町へ編入され、同時に南鍛冶屋町、北亀井町、南新町、三番丁、四番丁及び五番丁の一部を当町に編入した。
2000年代に入ると、高松中央商店街の再開発事業である高松丸亀町商店街G街区第一種市街地再開発事業が始動し、当町南東部には2012年（平成24年）4月19日、丸亀町グリーンが開業した。その再開発事業に伴い、建設地にあった亀井戸水神社は一時撤去の後、同区画内に新築されたほか、その亀井戸跡では発掘調査が行われた結果、多数の遺構が出土し、それらは四番丁スクエア（旧高松市立四番丁小学校）高松市埋蔵文化財センターに移築・復元されている。

## 主要施設
掲載順は地番の順序による
- 筒井内科皮ふ科医院
- 三菱UFJ銀行高松中央支店・高松支店
- 香川三友ビル
  - 愛媛新聞社高松支社
  - ダイダン四国支店
- フェスタ２ビル
  - プッチーニの小路
- 骨付鳥一鶴高松店
- 亀井戸水神社
- JTB高松店
- 産経新聞社高松支局
- 穴吹興産本社